# StuStaCulum
Das StuStaCulum (Akronym für Studenten-Stadt-SpectaCulum) ist ein seit 1989 jährlich stattfindendes Kultur- und Theaterfestival in der Studentenstadt Freimann in München. Es wird von ehrenamtlich tätigen Studenten im Verein Kulturleben in der Studentenstadt e. V. organisiert.

## Beschreibung

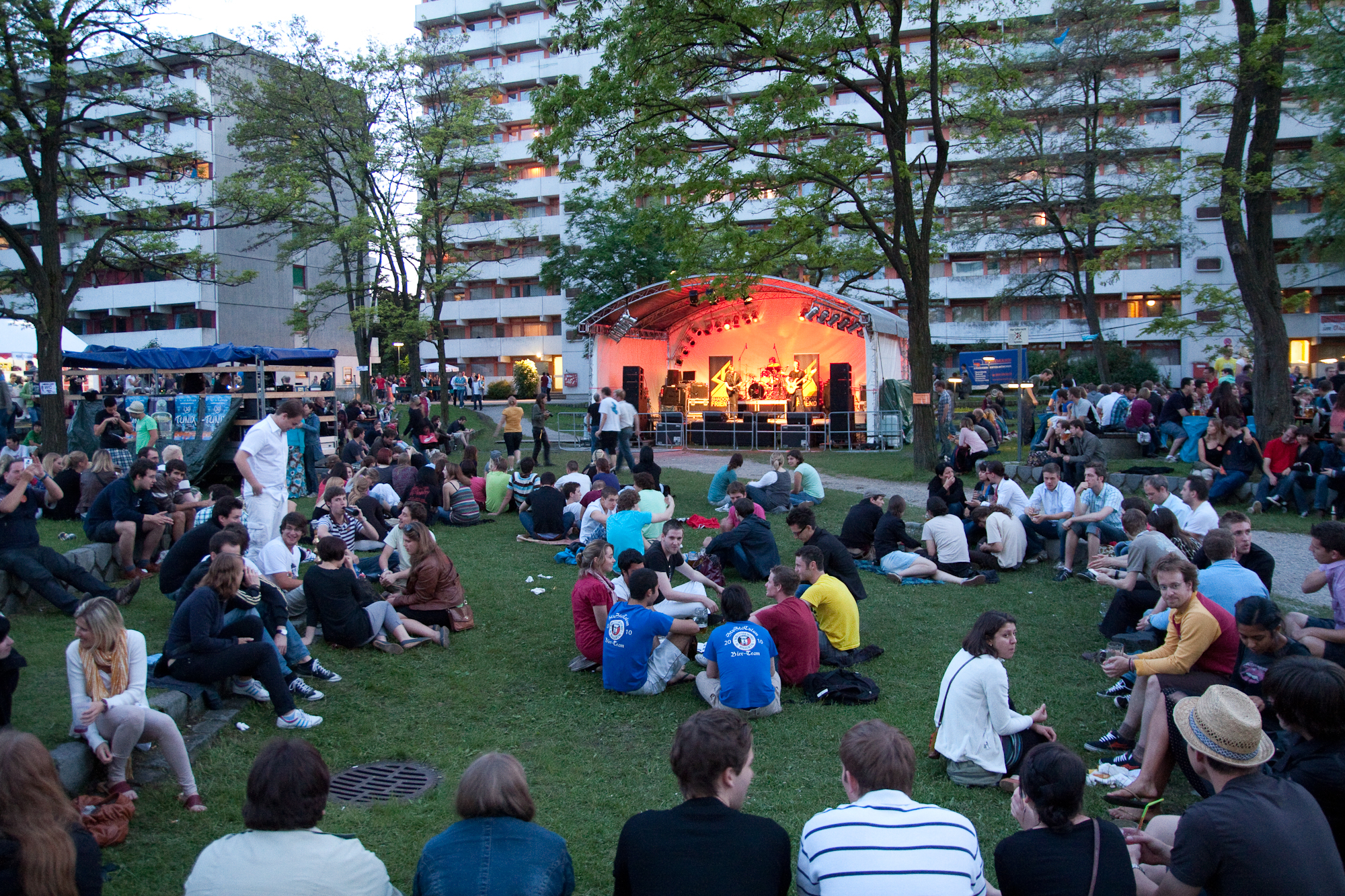
StuStaCulum 2010

Zum 25. Jubiläum der Studentenstadt als kleines Fest mit zwei Bands und zwölf Theatergruppen ins Leben gerufen, entwickelte es sich zu einem Festival mit knapp 100 Programmpunkten und rund 30.000 Besuchern. Die Bandbreite reicht von Konzerten aller Stilrichtungen über Theater, Kabarett und Kino bis zum Rugby- und Frauenfußballturnier.
Seit 2003 kooperiert das StuStaCulum mit den Festivals GARNIX und TUNIX, die von Studenten der Technischen Universität München organisiert werden, sowie seit 2010 mit dem Uni-Sommerfest der LMU München. Unter dem Motto Triple Live Summer werden die Festivals auch gemeinsam beworben. Die Künstler erhalten keine Gage und das Festival wird ehrenamtlich ohne Bezahlung organisiert.
Wegen der COVID-19-Pandemie fand 2020 und 2021 kein StuStaCulum statt. Für das StuStaCulum 2022 waren über 70 Bands angekündigt.
2023 kam im Rahmen des Festivals mit StuStaPay das „erste Open-Source-Festival-Bezahlsystem“ zum Einsatz.

## Künstler und Bands
Das StuStaCulum ist hauptsächlich eine Plattform für wenig bekannte Künstler und Bands, es traten aber auch einige bekannte oder inzwischen bekannt gewordene Künstler und Bands auf:
- Claus von Wagner (1998–2001, 2004, 2006, 2007)
- Schandmaul (2001)
- Martina Schwarzmann (2001)
- Anajo (2001, 2002)
- Juli (2003, 2004)
- Enders Room (2004)
- Adas (2004)
- Faun (2004)
- Cumulo Nimbus (2004, 2005, 2007, 2008)
- beNUTS (2004, 2014, 2017)
- Sequel (2004, 2007, 2008, 2011)
- Alev (2005)
- Jamaram (2005)
- Einshoch6 (2007)
- Rainer von Vielen (2007, 2008, 2010, 2013)
- Pardon Ms. Arden (2008)
- Russkaja (2008)
- Lennart vs. PatrickGanster (2010)
- Tibetréa (2012)
- Mira Wunder (2017)
- Edgar Wasser (2015)
- Vroudenspil (2019)
- Daniel Puente Encina (2022)